# Myrmophylax atrothorax
El hormiguero gorginegro (en Colombia) (Myrmophylax atrothorax), también denominado hormiguero golinegro (en Ecuador), hormiguero gargantinegro (en Venezuela) u hormiguero de garganta negra (en Perú), es una especie de ave paseriforme de la familia Thamnophilidae, la única perteneciente al género monotípico Myrmophylax. Anteriormente formaba parte del amplio género Myrmeciza, de donde fue separada recientemente, en 2013. Es nativo de la cuenca amazónica y del escudo guayanés en Sudamérica. 

## Distribución y hábitat
Se distribuye ampliamente en el centro sur de Colombia, sur y oeste de Venezuela, Guyana, Surinam, Guayana francesa, por toda la Amazonia brasileña, este de Ecuador, este de Perú y norte y centro de Bolivia. Ver más detalles en Subespecies.
Esta especie es generalmente común (menos hacia el oeste), en su hábitat natural, el sotobosque de bordes de selvas húmedas, bosques secundarios y crescimientos riparios, principalmente por debajo de los 1200 m de altitud.

## Descripción
Mide entre 13 y 14 cm de longitud y pesa entre 14 y 18 g. En la mayor parte de su rango, el macho es pardo oscuro por arriba con una mancha dorsal blanca semioculta, las cobertoras de las alas con puntos blancos; la cola es negruzca. La garganta y el pecho son negros, la face, lados del pescuezo y el vientre son grises. En el noroeste de la Amazonia es esencialmente negruzco, excepto por la mancha blanca dorsal y los puntos en las cobertoras. La hembra es parda por arriba con la misma mancha dorsal del macho pero los puntos de las cobertoras alares son pardo amarillentos; la cola es negruzca. La garganta es blancuzca, el pecho es rufo anaranjado y los flancos oliváceos.

## Comportamiento
Usualmente anda en pareja, forrajeando cerca del suelo y cerca de agua. Debido a su comportamiento activo y escurridizo, es difícil de ser observado claramente o por mucho tiempo.

### Alimentación
Su dieta consiste varios insectos y arañas, probablemente también de otros artrópodos. Se registra una rana siendo alimentada a los pichones.

### Reproducción
Un nido fue encontrado en abril en la Guayana francesa; adultos cargando material para el nido fueron observados en julio en el sur de Perú.

### Vocalización
El canto, incisivo, es una serie ascendiente de notas de tono alto, «chii-ch-chii, chi-chi-chi-chí-chí».

## Sistemática

### Descripción original
La especie M. atrothorax fue descrita por primera vez por el naturalista neerlandés Pieter Boddaert en 1783 bajo el nombre científico Formicarius attothorax (error); localidad tipo «Cayena, Guayana francesa.»
El género Myrmophylax fue descrito por el ornitólogo estadounidense Walter Edmond Clyde Todd en 1927.

### Etimología
El nombre genérico «Myrmophylax» deriva del griego «murmos»: hormiga, y «phulax, phulakos»: observador; significando «seguidor de hormigas»;  y el nombre de la especie «atrothorax», deriva del latín «ater»: negro, y «thorax, thoracis»: tórax; significando «de pecho negro».

### Taxonomía
Hasta recientemente (2013), la presente especie estaba incluida en el amplio género Myrmeciza. La historia de este género se caracteriza por décadas de controversias e incertezas. Autores más recientes expresaron dudas consistentes en relación con la monofilia del grupo, pero no había ninguna revisión disponible que realmente probase la monofilia del grupo.
El estudio de Isler et al. 2013 presentó resultados de filogenia molecular de un denso conjunto de taxones de la familia Thamnophilidae (218 de 224 especies). Estos datos suministraron un fuerte soporte a la tesis de que Myrmeciza no era monofilético y que sus miembros están distribuidos en tres de las cinco tribus de la subfamilia Thamnophilinae propuestas por Moyle et al. 2009. También se compararon las características morfológicas, comportamentales y ecológicas de las especies de Myrmeciza con sus parientes próximos dentro de cada tribu, con el objetivo de determinar los límites genéricos.
Como resultado de estos análisis, los autores propusieron que las especies entonces situadas en Myrmeciza fueran reasignadas al propio género y a otros once, cinco de los cuales fueron resucitados: Akletos, Myrmelastes, Myrmoderus, Myrmophylax y Sipia, y seis de los cuales fueron descritos por primera vez: Ammonastes, Ampelornis, Aprositornis, Hafferia, Poliocrania, y Sciaphylax.
En relación con la entonces Myrmeciza atrothorax, los datos suministraron un fuerte soporte a la existencia de un clado, que denominaron «clado Myrmorchilus», dentro de una tribu Microrhopiini (una de las cinco tribus de la subfamilia Thamnophilinae propuestas por Moyle et al 2009), integrado por Myrmorchilus y tres especies separadas del amplio Myrmeciza: M. pelzelni, M. disjuncta y la presente. Por sus características exclusivas, los autores sugirieron un género propio para cada una de las tres especies. Para la presente especie fue resucitado el género Myrmophylax. En la Propuesta N° 628 al Comité de Clasificación de Sudamérica (SACC), se aprobó este cambio, junto a todos los otros envolviendo el género Myrmeciza.
Los cambios fueron adoptados por la clasificación Clements checklist v.2017, y por el Congreso Ornitológico Internacional (IOC).

### Subespecies
Según la clasificación del IOC y Clements Checklist v.2017, se reconocen cinco subespecies, con su correspondiente distribución geográfica. La forma stictothorax (del bajo río Tapajós) a veces es considerada como una subespecie de la presente o hasta como especie separda, pero las grabaciones y especímenes obtenidos cerca de su localidad tipo sugieren que se trata de una variación de plumaje de la subespecie melanura, ella misma altamente variable; las subespecies propuestas obscurata (del este de Perú, oeste de Brasil) y griseiventris (del oeste de Bolivia) son en realidad inseparables de melanura.
- Myrmophylax atrothorax metae (Meyer de Schauensee, 1947) – centro de Colombia (Meta, oeste de Guaviare).
- Myrmophylax atrothorax atrothorax (Boddaert, 1783) – sur de Venezuela (sur de Bolívar, Amazonas), extremo centro este de Colombia (Guainía, Vaupés), las Guayanas y norte de la Amazonia brasileña (ambas márgenes del alto, y hacia el este del bajo río Negro, al este hasta Amapá.
- Myrmophylax atrothorax tenebrosa (J. T. Zimmer, 1932) – norte del río Amazonas en el este de Ecuador (Napo, Pastaza), noreste de Perú (Loreto) y norte de Brasil (al oeste del bajo río Negro).
- Myrmophylax atrothorax maynana (Taczanowski, 1882) – centro norte de Perú al sur del río Marañón (Loreto al oeste del río Huallaga).
- Myrmophylax atrothorax melanura (Ménétries, 1835) – al sur del río Amazonas en el este de Perú (al este del río Huallaga), localmente en el oeste y centro de Brasil (altos tributarios del Amazonas y a lo largo del bajo río Tapajós, y hacia el este hasta el sur de Pará y centro sur de Mato Grosso) y norte y centro de Bolivia.